# Liste der Biografien/Meyer, R
Liste der Biografien |
Portal Biografien |
R Personensuche
# |
A |
B |
C |
D |
E |
F |
G |
H |
I |
J |
K |
L |
M |
N |
O |
P |
Q |
R |
S |
T |
U |
V |
W |
X |
Y |
Z |
?
 
Ma |
Mb |
Mc |
Md |
Me |
Mf |
Mg |
Mh |
Mi |
Mj |
Mk |
Ml |
Mm |
Mn |
Mo |
Mp |
Mq |
Mr |
Ms |
Mt |
Mu |
Mv |
Mw |
Mx |
My |
Mz
 
Mea–Mee |
Mef |
Meg |
Meh |
Mei |
Mej |
Mek |
Mel |
Mem |
Men |
Meo |
Mep |
Mer |
Mes |
Met |
Meu |
Mev |
Mew |
Mex |
Mey |
Mez
 
Meyb |
Meyd |
Meye |
Meyf |
Meyg |
Meyh |
Meyi |
Meyj |
Meyk |
Meyl |
Meyn |
Meyo |
Meyp |
Meyr |
Meys |
Meyt |
Meyz
 
Meyen |
Meyer
 
Meyer, A |
Meyer, B |
Meyer, C |
Meyer, D |
Meyer, E |
Meyer, F |
Meyer, G |
Meyer, H |
Meyer, I |
Meyer, J |
Meyer, K |
Meyer, L |
Meyer, M |
Meyer, N |
Meyer, O |
Meyer, P |
Meyer, R |
Meyer, S |
Meyer, T |
Meyer, U |
Meyer, V |
Meyer, W |
Meyer, Y |
Meyer, Z |
Meyerb |
Meyerd |
Meyere |
Meyerf |
Meyerh |
Meyeri |
Meyerl |
Meyerm |
Meyern |
Meyero |
Meyerr |
Meyers
Die Liste der Biografien führt alle Personen auf, die in der deutschsprachigen Wikipedia einen Artikel haben. Dieses ist eine Teilliste mit 54 Einträgen von Personen, deren Namen mit den Buchstaben „Meyer, R“ beginnt.

## Meyer, R

### Meyer, Ra
- Meyer, Rahel (1806–1874), deutsche Schriftstellerin
- Meyer, Rainer (* 1967), deutscher Journalist und BloggerRainer Meyer (* 1967)

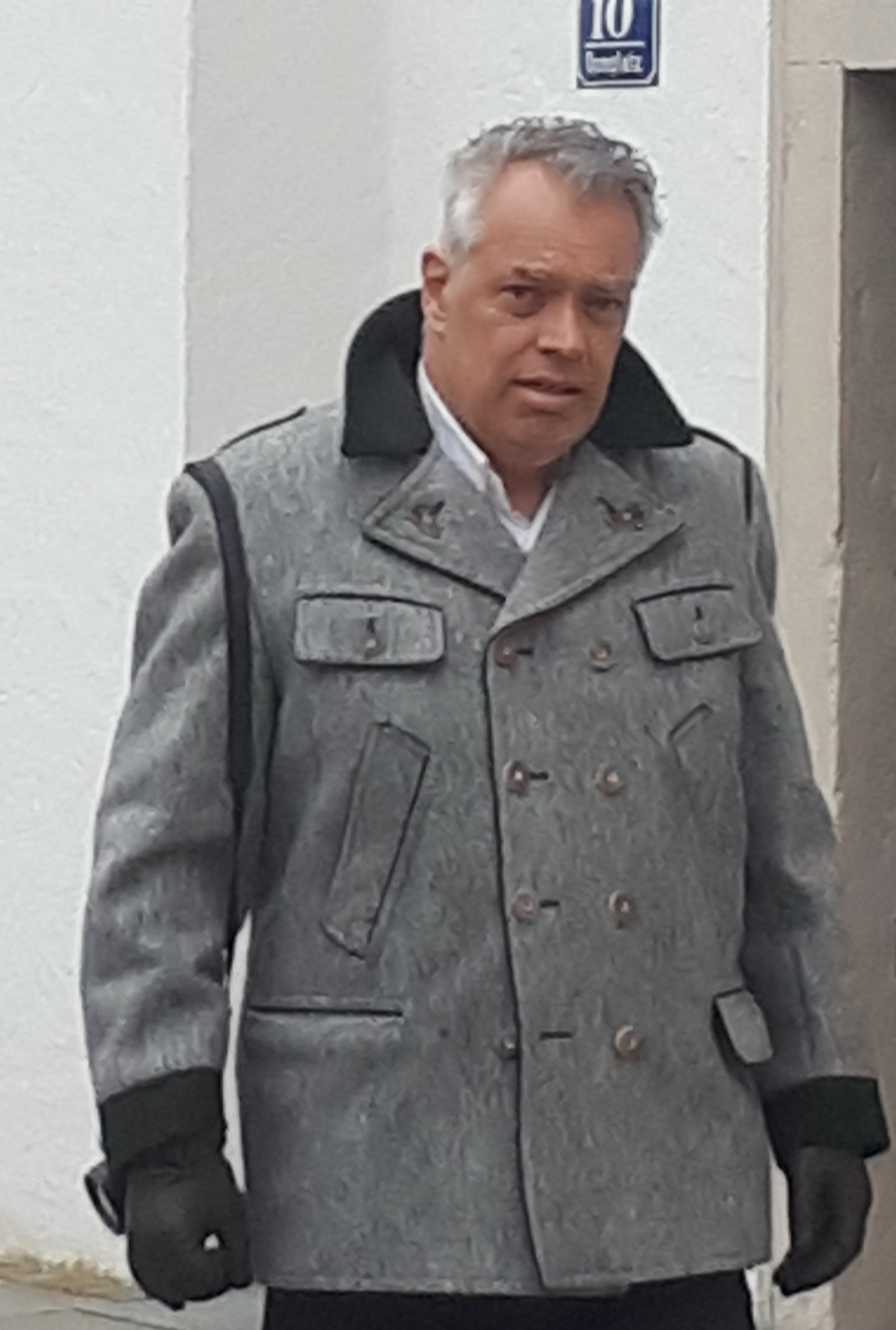
Rainer Meyer (* 1967)

- Meyer, Ralf (* 1970), deutscher Dramaturg und Schriftsteller
- Meyer, Ralf Martin (* 1959), deutscher Polizeibeamter, Polizeipräsident der Freien und Hansestadt Hamburg
- Meyer, Ralph (* 1971), französischer Comiczeichner
- Meyer, Ralph Christian (* 1969), Brigadegeneral des Heeres der Bundeswehr
- Meyer, Raphaël (* 1979), luxemburgischer Jurist
- Meyer, Ray (1913–2006), US-amerikanischer Basketballtrainer

### Meyer, Re
- Meyer, Recha (1767–1831), deutsche Haus- und Geschäftsfrau
- Meyer, Reinhard (* 1951), deutscher Maler
- Meyer, Reinhard (* 1959), deutscher Politiker (SPD), Minister in Schleswig-Holstein
- Meyer, Reinhart (* 1942), deutscher Kulturhistoriker und Bibliograph
- Meyer, Reinhold (1833–1910), deutscher Arzt, Geheimer Sanitätsrat und Ehrenbürger der Stadt Salzuflen
- Meyer, Reinhold (1912–1992), deutscher Jurist, Präsident des Posttechnischen Zentralamtes in Darmstadt (1964–1977)
- Meyer, Reinhold (1920–1944), deutscher Widerstandskämpfer gegen den Nationalsozialismus
- Meyer, Rémo (* 1980), Schweizer Fussballspieler, -trainer und -funktionär
- Meyer, Renate (* 1938), deutsche Leichtathletin und Olympiateilnehmerin
- Meyer, Renate E. (* 1963), österreichische Wirtschaftswissenschaftlerin und Hochschullehrer
- Meyer, René (* 1970), deutscher Journalist

### Meyer, Ri
- Meyer, Richard (1846–1926), deutscher Chemiker
- Meyer, Richard (1863–1953), deutscher Maler, Kunsterzieher und Schulleiter
- Meyer, Richard (1883–1956), deutscher Diplomat
- Meyer, Richard (1885–1970), deutscher Pädagoge, Verwaltungsbeamter und Politiker (MVP, GB/BHE, GDP), MdL
- Meyer, Richard (1893–1974), deutscher Politiker (NSDAP)
- Meyer, Richard Joseph (1865–1939), deutscher Chemiker
- Meyer, Richard M. (1860–1914), deutscher Germanist

### Meyer, Ro
- Meyer, Robert (1855–1914), österreichischer Jurist, Ökonom und Politiker
- Meyer, Robert (1864–1947), deutscher Gynäkologe und Pathologe
- Meyer, Robert (* 1945), norwegischer Fotograf, Historiker, Professor, Sammler und Autor
- Meyer, Robert (* 1953), deutscher Schauspieler und TheaterregisseurRobert Meyer (* 1953)

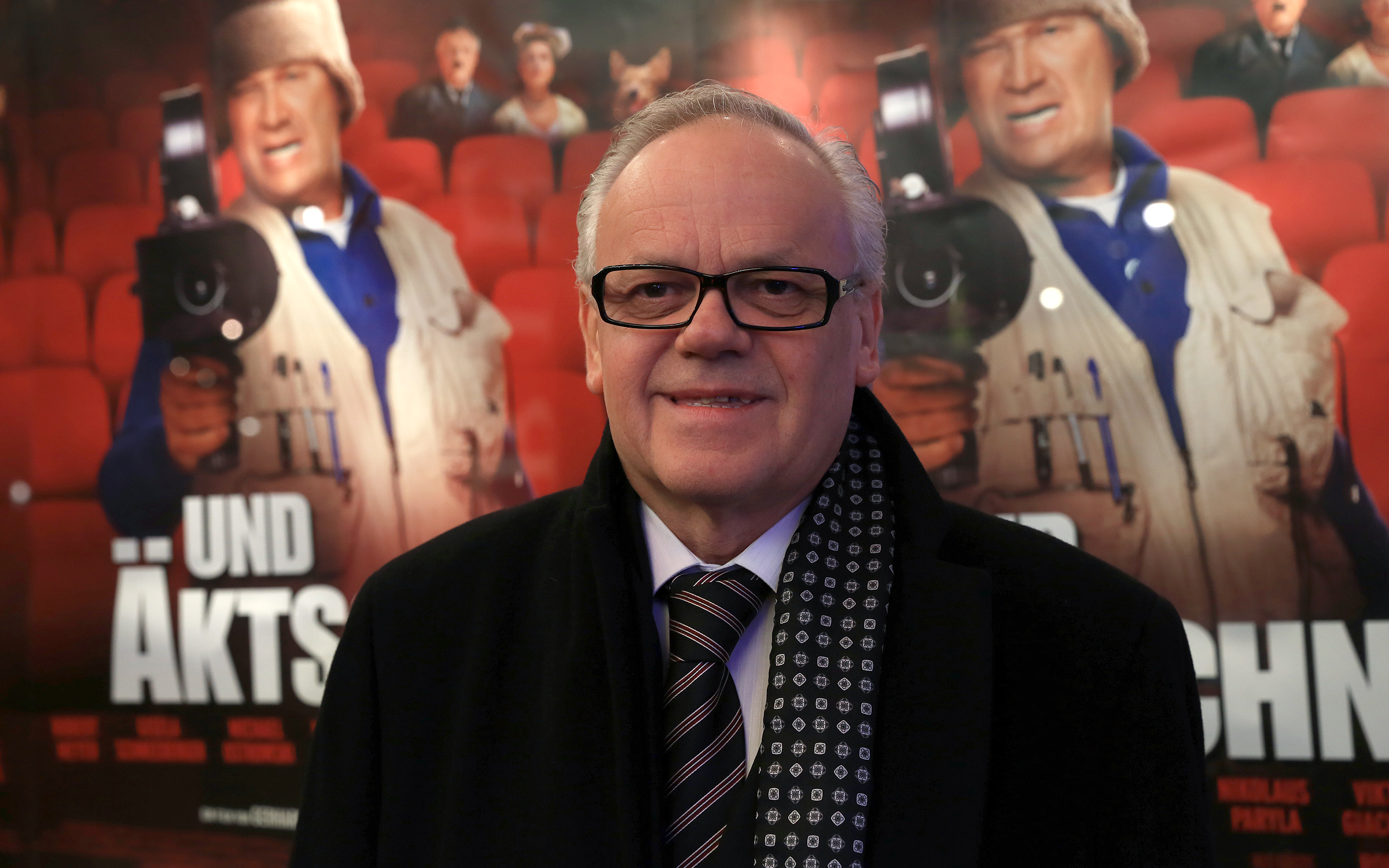
Robert Meyer (* 1953)

- Meyer, Robert B. (* 1943), US-amerikanischer Physiker und Hochschullehrer an der Brandeis University
- Meyer, Robert Johannes (1882–1967), deutscher Jurist
- Meyer, Roelf (* 1947), südafrikanischer Politiker, Geschäftsmann und Berater
- Meyer, Roland (* 1957), deutscher kaufmännischer Angestellter und Politiker (CDU)
- Meyer, Rolf (1910–1963), deutscher Drehbuchautor, Regisseur und Filmproduzent
- Meyer, Rolf (1924–2006), deutscher Politiker (SPD), MdL
- Meyer, Rolf (1951–2014), deutscher Politiker (SPD), MdL
- Meyer, Rolf (* 1955), deutscher Fußballtorhüter und Fußballtrainer
- Meyer, Romeo (* 1978), Schweizer Schauspieler
- Meyer, Ronny (* 1963), deutscher Bauingenieur und Sachbuchautor
- Meyer, Ronny (* 1976), deutscher Physiker und politischer Beamter (Bündnis 90/Die Grünen)
- Meyer, Roswitha (* 1965), österreichische Schauspielerin
- Meyer, Roy (* 1991), niederländischer Judoka

### Meyer, Ru
- Meyer, Rudolf (1839–1899), deutscher Publizist
- Meyer, Rudolf (1896–1985), deutscher Pfarrer, Anthroposoph und Schriftsteller
- Meyer, Rudolf (1901–1969), deutsch-niederländischer Filmkaufmann und Filmproduzent
- Meyer, Rudolf (1909–1991), deutscher evangelischer Theologe
- Meyer, Rudolf (* 1943), Schweizer Organist, Komponist und Hochschullehrer
- Meyer, Rudolf (* 1953), deutscher Politiker (CDU), MdB
- Meyer, Rudolf W. (1915–1989), Schweizer Philosoph
- Meyer, Russ (1922–2004), US-amerikanischer Regisseur, Drehbuchautor, ProduzentRuss Meyer (1922–2004)

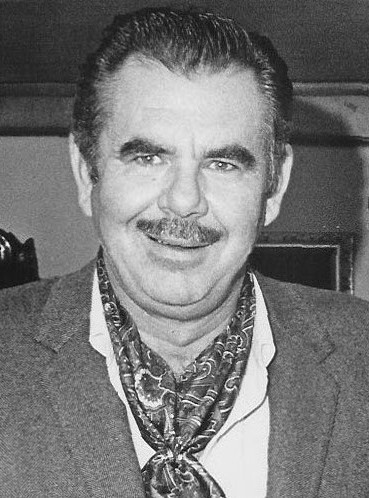
Russ Meyer (1922–2004)

- Meyer, Russel W. Jr. (* 1932), US-amerikanischer Geschäftsmann, Anwalt und ehemaliger Kampfpilot
- Meyer, Ruth (* 1965), deutsche Politikerin (CDU)
- Meyer, Ruth Wilhelmine (* 1961), norwegische Vokalistin, Komponistin und Klangkünstlerin